# Konrad Frühwald (Politiker, 1890)
Konrad Frühwald (* 5. Juni 1890 in Roßbach, Mittelfranken; † 19. April 1970 in Neustadt an der Aisch) war ein deutscher Politiker (DNVP, FDP). Genannt wurde er der „Bauernphilosoph“.

## Leben und Beruf
Frühwald war Landwirt von Beruf und übernahm 1919 den elterlichen Hof. Im selben Jahr wurde er Präsident des Bayerischen Landbundes. Von 1930 bis 1933 war er Präsident der Kreisbauernkammer in Mittelfranken. Während des Nationalsozialismus ging er in die „innere Emigration“ und lebte als Wanderschäfer in Franken. Von 1945 bis 1967 war er Vizepräsident des Bayerischen Bauernverbandes. Er engagierte sich zudem in der Synode der Evangelisch-Lutherischen Kirche in Bayern.
Sein Sohn Konrad junior war bayerischer Landtagsabgeordneter für die Bayernpartei und später für die CSU.

## Partei
Seit 1919 gehörte Frühwald der DNVP an, lehnte jedoch den Kurs von Alfred Hugenberg und die Zusammenarbeit mit der NSDAP ab. Nach dem Zweiten Weltkrieg gehörte er zu den Mitbegründern der FDP Bayern.

## Abgeordneter
Frühwald war von 1928 bis 1933 Mitglied des Bayerischen Landtags.
1947 wurde er Mitglied des Bayerischen Senats und gehörte ihm bis 1969 an. Im Deutschen Bundestag war er von 1949 bis 1957, seit 1953 war er Sprecher der FDP-Fraktion für Agrarpolitik.

## Ehrungen
- 1959 Bayerischer Verdienstorden
- 1965 Großes Verdienstkreuz der Bundesrepublik Deutschland